# Batalla de Lipany
La batalla de Lipany (una localidad checa a 40 km al este de Praga) se libró 30 de mayo de 1434 y puso fin prácticamente a las guerras husitas que ensangrentaban Bohemia. En la batalla se enfrentaron los husitas moderados o utraquistas, aliados en esta ocasión con los católicos en una "Liga de Bohemia" y dirigidos por Diviš Bořek de Miletinek, un calixtino compañero de armas de Jan Zizka, y los husitas radicales o taboritas al mando de Procopio el Calvo y Ondrey Kersky.

## Desarrollo de la batalla
Se desconoce el número exacto de los combatientes, pero de acuerdo con los carros de guerra utilizados, se estima que los taboritas estaban en ligera inferioridad numérica, con 700 jinetes y 10.000 infantes, pero en sus filas había más combatientes aguerridos, en tanto que los utraquistas y católicos disponían de unos 13.000 soldados de a pie y 1.200 jinetes.
Cuando los taboritas se apercibieron de que el enemigo se acercaba desde Cesky Brod, ocuparon una posición ventajosa sobre una altura al suroeste de Lipany e instalaron la barrera con seis filas de carros de guerra (Wagenburg), la gran innovación estratégica de las guerras husitas. Las reservas de que disponían les permitieron ceder la iniciativa al adversario, pues contaban con que la coalición se desharía cuando tuviera que hacer un ataque general bajo condiciones desventajosas. Los mandos de los moderados eran conscientes de la situación y decidieron echar mano de una estratagema.

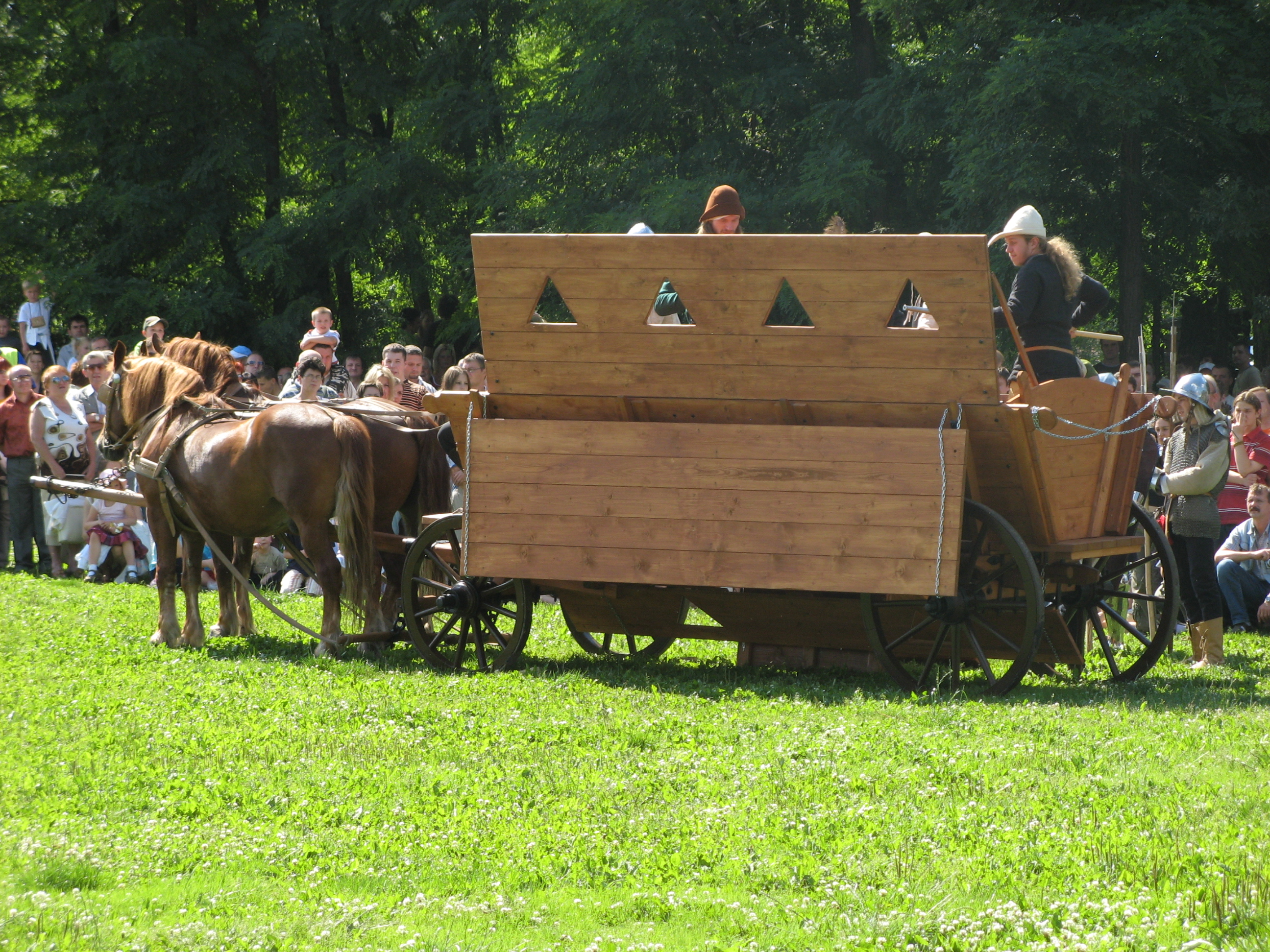
Reconstrucción moderna de un carro de guerra

Diviš Bořek ocultó a la caballería en un valle cercano y avanzó con sus propios carros de guerra hacia el enemigo. A las tres de la tarde comenzó el bombardeo. Los soldados de la coalición simularon un gran desconcierto, el Wagenburg dejó der compacto y empezó una retirada desordenada.
Esta aparente victoria causó euforia en el campo taborita, que abrió el Wagenburg para que su caballería pudiera salir en persecución de los fugitivos. Los moderados esperaron hasta que la caballería enemiga se hubiera alejado lo suficiente de la fortaleza, y entonces los utraquistas y católicos sacaron la suya del escondite, que lanzó un ataque a la fortaleza abierta de los carros de guerra y esperó a que llegara la infantería. Los que parecía que estaban huyendo se convirtieron en verdaderos atacantes. Jan Čapek oyó las señales desesperadas que le mandaba Procopio, que se había quedado con la infantería dentro del Wagenburg, pero la infantería estaba irremediablemente perdida.
Los comandantes Jan Čapek de Sány y Ondrej Kersky se dieron a la fuga con sus hombres hacia Kolín. Esto les valió que fueran acusados de traición, pero salvaron a parte del ejército. La batalla terminó en masacre. Los vencedores liquidaron a la mayoría de los prisioneros (unos 900 abrasados en graneros), con lo que se extinguió el núcleo de los taboritas. Procopio el Calvo resultó muerto, al igual que su hijo. Una parte de los guerreros taboritas partió al exilio y la otra parte se adhirió a los husitas moderados, aunque hubo también algunos que prosiguieron el combate, como Jan Rohác, quien fue derrotado finalmente el 9 de septiembre de 1437 en la batalla de Kutná Hora. Como no quiso reconocer a Segismundo como rey, fue ahorcado en Praga.

## Consecuencias

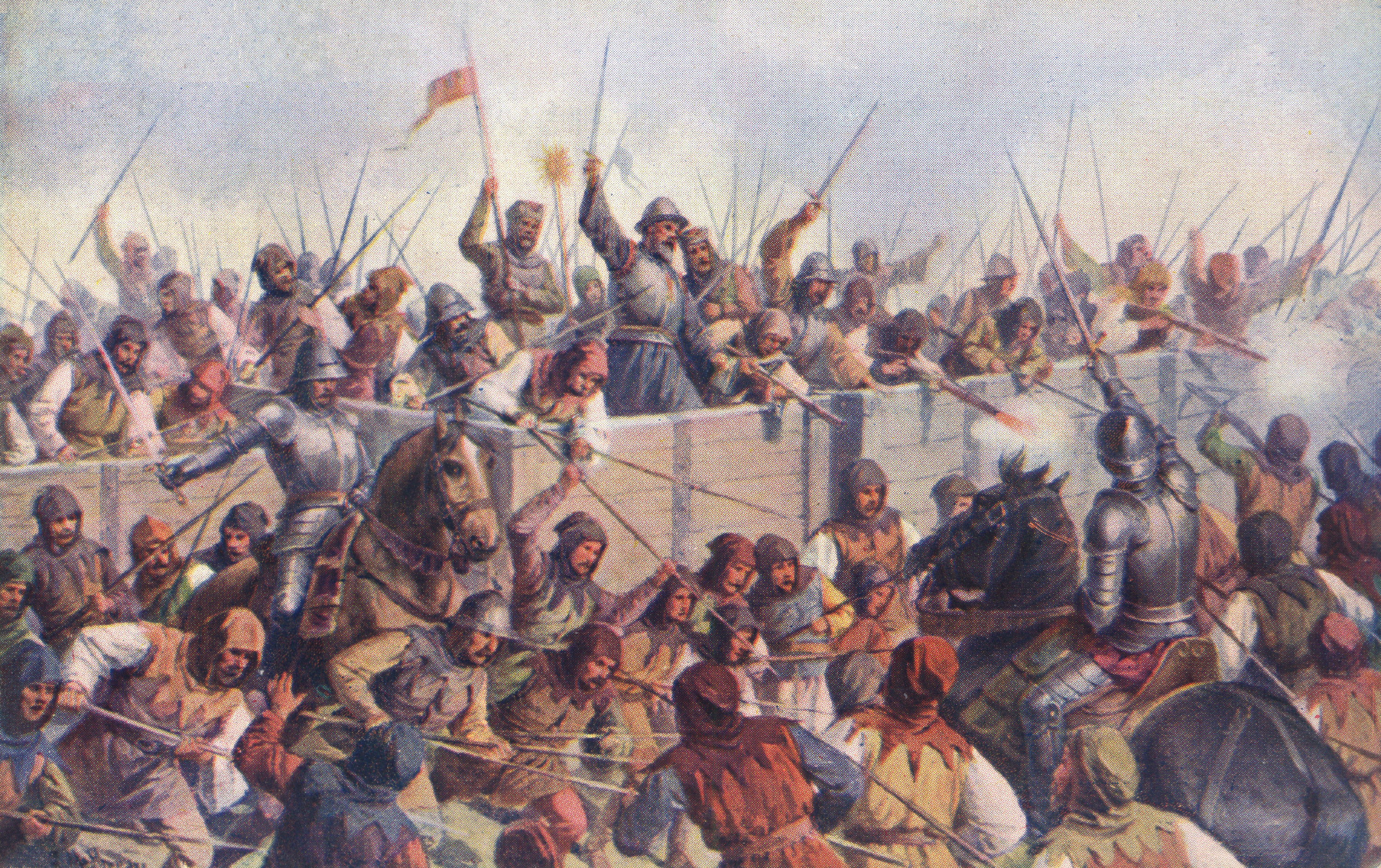
Cuadro histórico de Josef Mathauser.

Si los taboritas radicales perdieron militarmente, ello fue debido a que los dos bandos estaban extenuados. Los partidarios de la paz volvieron a levantar su voz y en el Concilio de Basilea se encontró un compromiso teológico para integrar o mantener a los husitas cismáticos en el seno de la Iglesia católica.  La batalla de Lipany es considerada por los contemporáneos como un momento clave de la historia. Su importancia histórica se ha acrecentado en el curso de los siglos posteriores. Durante el Renacimiento nacional checo, la epopeya husita se convirtió en el símbolo de la resistencia (democrática) contra el poder imperial alemán. En este contexto, la batalla de Lipany recibe los mismos acentos trágicos y definitivos por la independencia perdida, como los atribuidos a la batalla - mucho más célebre - de la Montaña Blanca.
El monumento conmemorativo levantado en 1881 en el lugar de la batalla ha de contemplarse en el marco del Renacimiento nacional checo. En 1896 se inauguró un museo de la batalla en Cesky Brod, y las alturas de Lipany fueron objeto de una especie de peregrinación anual y laica en el aniversario de la batalla. Además, las guerras husitas en general y la batalla de Lipany en particular se convirtieron en tema favorito de los pintores nacionalistas checos, como Mikoláš Aleš, Josef M. Trenkwald y Ludek Marold.